# Lotus C-01
Lotus C-01 – motocykl koncepcyjny firmy Lotus zaprezentowany w 2014 roku, pierwszy w historii motocykl wyprodukowany pod nazwą Lotus. Producentem motocykla jest Kodewa, a jego projektantem – Daniel Simon. Karoserię stanowi monokok z włókna węglowego.
Motocykl jest napędzany silnikiem Rotax o mocy 200 KM, używanym również w motocyklu KTM RC8R.